# Хохольков, Алексей Николаевич
Алексей Николаевич Хохольков (1868—?) — русский военный  деятель, полковник  (1916). Герой Первой мировой войны.

## Биография
Получил домашнее образование. В службу вступил 12.11.1889 рядовым на правах вольноопределяющегося. В 1893 году после окончания Виленского военного училища произведён в подпоручики и выпущен в Псковский 11-й пехотный полк.  В 1897 году произведён в поручики, в 1904 году в штабс-капитаны, в 1905 году в капитаны. С 1904 года участник Русско-японской войны, был ранен. За боевые отличие и храбрость в этой компании 23 марта 1905 года был награждён Орденом Святой Анны IV степени «За храбрость».

С 1912 года и.д. комендантского штаб-офицера, с 1913 года подполковник и комендантский штаб-офицер  управления Двинской крепости. С 1914 года участник Первой мировой войны, с 1916 года полковник Псковского 11-го пехотного полка. С 1917 года командир  Ладожского 16-го пехотного полка и начальник Георгиевской запасной бригады. 4 апреля 1917 года за храбрость был награждён Орденом Святого Георгия 4-й степени: 
За то, что состоя в рядах 11 Псковского пехотного полка в бою 24 июня 1916 года у д. Баткув, будучи начальником боевого участка, командуя 2 батальоном и ротами 646 пешей Волынской дружины, под сильным и действительным огнём противника, увлекая примером личной храбрости, овладел окопами, отбил несколько контр-атак противника и тем обеспечил успех атаки полка
8 мая 1917 года за храбрость был награждён Георгиевским оружием: 
За то, что состоя в рядах 11 Псковского пехотного полка в бою 12 июля 1916 года западнее м. Радзивилов, энергично организовал переправу через р. Слониовку, лично повёл свой батальон на окопы противника под губительным ружейным и пулемётным огнём, выбил противника штыками из окопов и действуя в тылу противника, стоявших правее взятых окопов, облегчил выполнение задачи соседнему полку; 14 июля 1916 г. там же первым во главе своего батальона, захватил окопы противника южнее д. Клеотуаки, выбил австрийцев из них и удержал окопы за собою
После Октябрьской революции 1917 года  на службе в РККА. В 1928 был заместителем начальника Тульской пехотной школы.

## Награды
- Орден Святой Анны 4-й степени (ВП 23.03.1905)
- Орден Святой Анны 3-й степени с мечами и бантом (1905)
- Орден Святой Анны 2-й степени (1915)
- Орден Святого Владимира 3-й степени с мечами (ВП 26.08.1916)
- Орден Святого Георгия 4-й степени (ПАФ 04.04.1917)
- Георгиевское оружие (ПАФ 08.05.1917)